# Zanthoxylum leprieurii
Zanthoxylum leprieurii là một loài thực vật có hoa trong họ Cửu lý hương. Loài này được Guill. & Perr. miêu tả khoa học đầu tiên năm 1831.